# Adrian R’Mante
Adrian R’Mante (ur. 3 lutego 1978 w Tampie w stanie Floryda) – amerykański aktor telewizyjny i filmowy. Występował jako Esteban Julió Ricardo Montoya de la Rosa Ramírez w sitcomie Nie ma to jak hotel, emitowanym na Disney Channel. Pracuje również jako nauczyciel aktorstwa w Culver City High School w Kalifornii.
W czerwcu 2018 poślubił swoją wieloletnią partnerkę, Mayarę Reinę, z którą ma dwoje dzieci.

## Filmografia

### Film
- 2001: Wszystko albo nic (All or Nothing) jako Ice
- 2002: Simone (S1m0ne) jako człowiek widowni na premierze
- 2002: The Diplomat (film krótkometrażowy) jako Rome
- 2002: Graduation Night jako Nam

### Seriale TV
- 2000: Partnerki jako Carlos
- 2000: Battery Park jako Paul
- 2002: Madison Heights jako Eddie
- 2003: Frasier jako służący
- 2004: Summerland jako Boyle
- 2005: JAG – Wojskowe Biuro Śledcze jako starszy szeregowy Frank Medina
- 2005: Agentka o stu twarzach jako Diego
- 2007: CSI: Kryminalne zagadki Nowego Jorku jako Besim Lumani
- 2007: 24 godziny jako Omar
- 2005-2008: Nie ma to jak hotel jako Esteban Julió Ricardo Montoya de la Rosa Ramírez
- 2006–2009: CSI: Kryminalne zagadki Las Vegas jako sanitariusz Rivery
- 2010: Suite Life: Nie ma to jak statek jako Esteban Julió Ricardo Montoya de la Rosa Ramírez (odc.36)
- 2015: Agenci NCIS: Los Angeles jako Diego Gonzalez
- 2017: Hawaii Five-0 jako Alan Mayfield